# Калциев карбид
Калциевият карбид е твърдо кристално вещество с кафяво-виолетов до черен цвят. Химичната формула на калциевия карбид е CaC2.
При контакт с вода или разредени киселини се получава бурна реакция, при която се отделя газ ацетилен C2H2. Този процес е открит от Фридрих Вьолер през 1832 г.
Безопасност:
- при контакт с кожата да се измие с оцет и после с вода и сапун.
- при попадане в очите да се измие с течаща вода.
- при поглъщане да се предизвика незабавно повръщане и да се потърси лекарска помощ.